# بروکویل، نیو ساوت ولز
بروکویل (به انگلیسی: Brookvale) یک حومه شهر در استرالیا است که در نیو ساوت ولز واقع شده‌است.